# 词项
词项（英語：lexical item）全称词汇项。在辞书学中，词项是单个单词、单词的一部分（catena）或形成语言词库基本元素的一连串单词（≈词汇表）。 比如：cat（猫）、traffic light（交通信号灯）、take care of（照顾）、by the way（顺便说一句）、it's raining cats and dogs（下着倾盆大雨）。 词项通常可以被理解为传达单一含义，就像词位一样，但不限于单个单词。 词项就像义素一样，因为它们是在语言之间翻译或学习新语言时的“自然单位”。 如果是后者，据说有时说语言由语法化的词汇组成，而不是词汇化的语法。 一种语言中的全部词项被称为该语言的词库。
由多个单词组成的词项有时也称为词块、词组、词汇短语、词汇化词干或语音公式。有时也会使用多词表。